# Гювен, Озан
Озан Гювен (тур. Ozan Güven; род. 19 мая 1975 года, Нюрнберг) — турецкий актёр.
Окончил отделение современного танца Национальной консерватории «Mimar Sinan» университета в Стамбуле.
С 1998 года снимался в телесериалах. Его первая роль в кино — Мехмет в фильме «Балалайка» (2000, несколько призов и премий) принесла актёру успех у зрителей.

## Личная жизнь
Бывшая жена — Тюркан Дерья (в разводе с 2010 года), в браке с которой родился сын Али Атеш.
С 2014 по 2015 год Озан состоял в отношениях с актрисой Мерьем Узерли с которой познакомился на съёмках сериала «Великолепный век». 
В 2020 году девушка актёра Дениз Булутсуз обвинила его в жестоком обращении, предъявив в качестве доказательства полученные побои. Гювен отрицал все обвинения в свой адрес и подал на девушку встречный иск с обвинениями в нападении и клевете. В июне 2025 года после того, как Булутсуз прошла через психологическую экспертизу, суд удовлетворил её иск и приговорил Гювена к двум годам и трём месяцам лишения свободы.

## Награды
- Премия «SİYAD» — лучшему молодому актеру за роль в фильме «Балалайка», 2000, Турция
- Премия «ÇASOD» — специальный приз жюри, 2000, Турция

## Фильмография
- 2017 — Фи Чи Пи / Fi Çi Pi  (сериал)
- 2016 — Материнская рана / Annemin Yarasi (фильм)
- 2014 —  Скоро / Pek Yakinda (фильм)
- 2012—2014 — Великолепный век (Рустем-паша)
- 2010 — Путь дракона / Ejder Kapanı
- 2009 — Храбрые оттоманы / Yahsi bati (Турция)
- 2008 — А.Р.О.Г. / A.R.O.G (Турция)
- 2004 — Космический элемент. Эпизод X / G.O.R.A. (Турция) — 216-робот
- 2004 — Удар / Yazı Tura
- 2003 — Сказка о Стамбуле / Bir İstanbul Masalı (сериал)
- 2002 — Асли и Керем / Asli ile Kerem (Турция) — главная роль
- 2000 — Балалайка / Balalayka (Турция)
- 1999—2001 — Вторая весна / İkinci Bahar (сериал)